# Marina Gutiérrez Flores de la Caballería
Marina Gutiérrez de la Cavallería y Flores de Guevara (Almagro, c.1489-Tenochtitlán, 1540) fue una pionera española, colonizadora y una de las fundadoras de la nobleza en Nueva España del siglo XVI. Llegó al Nuevo Mundo en 1528 para reunirse con su marido, Alonso de Estrada.

## Ascendencia y primeros años
Nació en Almagro –actualmente ubicado en Ciudad Real, España– una ciudad donde vivía una poderosa comunidad judía. Era parte de una familia respetada y próspera. Su madre, Mayor Flores de Guevara, pertenecía a la nobleza local y estaba relacionada, por vínculos familiares lejanos, con la Reina de Castilla Isabel I la Católica. A través de su linaje, Gutiérrez de la Caballería adquirió estado noble y el derecho al título de doña. Su padre, Juan Gutiérrez de la Caballería, fue un exitoso mercader y proveedor de la Orden de Calatrava. 
Los historiadores modernos creen que Marina pertenecía a una familia de cristianos nuevos, debido a que era conocida como una familia conversa. A pesar de ello, era muy respetada. Estuvo involucrada en la vida diaria de la ciudad y en su estructura de poder. Cinco de los parientes de Marina eran miembros del Ayuntamiento y los antepasados de la familia habían sido consejeros reales durante mucho tiempo. Sin embargo, el ambiente de tolerancia hacia los judíos y los conversos en España se acercaba a su fin. Después del Decreto de la Alhambra, varias familias judías de Almagro decidieron abandonar la ciudad.
Aquellos que se convirtieron enfrentaron un período de escrutinio minucioso por parte de la inquisición española debido a preocupaciones de criptojudaísmo. La familia de Marina no padeció estos inconvenientes tanto como los demás. En su caso, como en el de muchas otras familias conversas que se consideraban de lealtad comprobada o hacia las cuales la corona se sentía en deuda, se les emitió documentos especiales que los declaraban puros de sangre, independientemente de su ascendencia.
Gutiérrez de la Caballería pasó su juventud aprendiendo las formas adecuadas para ser una "buena" mujer. Elizabeth Howe cree que, gracias a la proximidad de su familia con Isabel I la Católica, Marina probablemente gracias a la insistencia de la Reina, recibió la educación de mujeres nobles en todas las demás materias, como las matemáticas y la historia. Esto explicaría su impresionante impacto futuro en la sociedad mexicana. A pesar de su certificado de pureza de sangre, las tensiones religiosas podrían haber limitado sus opciones para casarse dentro de su propia ciudad.

## Matrimonio
En 1508 Marina se casó en Ciudad Real con Alonso de Estrada, quien era hijo ilegítimo del rey Fernando II y había sido criado en la corte real. Era de sangre cristiana vieja, respetado en la región, rico y muy inteligente. Su asociación produjo un mejor escenario posible. Como tío de Carlos I de España, Alonso ascendió. Marina administró las propiedades y posesiones cada vez mayores de la pareja, mientras su esposo viajaba a Ciudad de México al servicio del rey. Tuvieron cinco hijos. En 1522, Alonso fue nombrado tesorero y gobernador de Nueva España, por lo que partió al Nuevo Mundo. Marina se quedó con sus hijos hasta que consideró que su hijo mayor estaba listo para hacerse cargo de las propiedades de la familia y luego se preparó para viajar.

## Viaje a América
Hubo varios viajes organizados por la corona para unificar a los conquistadores en América con sus familias. Es probable que ella haya viajado junto con un grupo de mujeres en 1523 a Ciudad de México para reunirse con su esposo, Alonso de Estrada.
Marina viajó junto con sus dos hijos más pequeños y su hermano, Diego de la Caballería. El grupo llegó a Ciudad de México y se reunió con Alonso. La ciudad estaba poblada principalmente por nativos, especialmente de las naciones aliadas a Cortés. Marina rodeó su hogar con mujeres nativas y aprendió Náhuatl básico para interactuar con comerciantes y vecinos. Su hogar pronto se convirtió en uno de los centros de la vida social local.

## Viudez
En 1530 murió Alonso. Marina tuvo que valerse por sí misma y con tres hijas solteras. Según la Ley Española, una viuda debía recibir el mismo estatus social y cortesía que su esposo fallecido hasta que se volviera a casar. También era la heredera universal de su esposo y administradora de la herencia de sus hijas. Ella luchó en varios litigios ante la corte, tanto por el control de los bienes como por el derecho a enterrarlo de la manera que ella consideraba apropiada para su rango.
También estuvo a cargo de concluir el último año como tesorera de su esposo. La corona española auditaba anualmente los libros de contabilidad de sus secretarios, en busca de discrepancias o irregularidades que provocaban sanciones. En ausencia de Alonso, su viuda tuvo que conciliar informes y dar explicaciones, lo que logró satisfactoriamente. Sin embargo, los libros de Alonso resultaron tener grandes cantidades de dinero perdido. Las propiedades de Marina en Ciudad Real fueron confiscadas por la Corona en reparación de la deuda, hasta que ella pudiera devolverlo. Durante tres años, Marina discutió con el Consejo de Indias sobre un monto, que Alonso había enviado a sus hijos en España. El debate era si este dinero era personal u oficial y, por lo tanto, robado. También luchó en los Tribunales por la propiedad de varias encomiendas con tanta insistencia que Juana I de Castilla personalmente intervino encomiendas. Casó a sus hijas con las personas más importantes de México. Una de ellas, con la familia Mendoza, poderosa gracias a la influencia de Antonio de Mendoza, que no eran cercanos a Hernán Cortés, para ayudar a perseguir sus reclamaciones. Otra se casó con el nuevo tesorero.
Marina también luchó para recibir todo el reconocimiento que su esposo solía disfrutar. Después de varios años, se le concedió una excepción a la ley española contra la esclavitud y obtuvo permiso para poseer dos esclavos, un privilegio especial que su esposo y otros conquistadores de primera línea habían disfrutado. 

## Legado
Marina siguió ejerciendo la influencia social, el uso del sistema legal y los matrimonios estratégicos de sus hijos para expandir su influencia y patrimonio, mientras informaba de la pobreza y la miseria económica en sus cartas al rey de España. Al final de su vida,  había acumulado uno de los patrimonios más grandes y las encomiendas más ricas de la Nueva España. Más allá de su ambición personal, su energía implacable  fue fundamental para devolver el orden y la estabilidad a Nueva España. Estableció las bases para la vida social, las rutinas y los ritos sociales, y trabajó para establecer un comercio más organizado, así como para ayudar a la interacción entre los aliados nobles nativos y los recién llegados españoles. Se convirtió en una referencia para los nuevos colonos y trabajó duro para construir una base estable para el trabajo diario de la ciudad.